# Franc CFA BEAC

Cu roșu, țările care foloesc francul central-african CFA

Francul CFA central-african BEAC (cod ISO4217: XAF) este unitatea monetară oficială a următoarelor țări: Camerun, Republica Centrafricană, Ciad, Republica Congo, Gabon, Guineea Ecuatorială.